# China Open 2010
Il China Open 2010 è stato un torneo di tennis giocato sui campi di cemento all'aperto. È stata la 12ª edizione del torneo maschile, che appartiene al circuito ATP World Tour 500 series nell'ambito dell'ATP World Tour 2010, e la 14ª del torneo femminile facente parte della categoria Premier nell'ambito del WTA Tour 2010. Sia gli incontri maschili che quelli femminili si sono tenuti all'Olympic Green Tennis Center di Pechino, Cina, dall'1 al 10 ottobre 2010. A causa della pioggia le finali dei singolari si sono disputate lunedì 11 ottobre.

## Partecipanti ATP

### Teste di serie
| Giocatore         | Nazionalità | Ranking* | Testa di serie |
| ----------------- | ----------- | -------- | -------------- |
| Novak Đoković     | Serbia      | 2        | 1              |
| Andy Murray       | Regno Unito | 4        | 2              |
| Robin Söderling   | Svezia      | 5        | 3              |
| Nikolaj Davydenko | Russia      | 6        | 4              |
| Tomáš Berdych     | Rep. Ceca   | 7        | 5              |
| Fernando Verdasco | Spagna      | 8        | 6              |
| Michail Južnyj    | Russia      | 9        | 7              |
| David Ferrer      | Spagna      | 11       | 8              |

- Le teste di serie sono basate sul ranking del 27 settembre 2010.

### Altri partecipanti
I seguenti giocatori hanno ricevuto una wild card per il tabellone principale: 
- Gong Mao-xin
- John Isner
- Yang Tsung-hua

I seguenti giocatori sono passati dalle qualificazioni:

- Michael Berrer
- Łukasz Kubot
- Illja Marčenko
- Paul-Henri Mathieu

## Partecipanti WTA

### Teste di serie
| Giocatrice               | Nazionalità | Ranking* | Testa di serie |
| ------------------------ | ----------- | -------- | -------------- |
| Caroline Wozniacki       | Danimarca   | 2        | 1              |
| Vera Zvonarëva           | Russia      | 4        | 2              |
| Jelena Janković          | Serbia      | 6        | 3              |
| Samantha Stosur          | Australia   | 7        | 4              |
| Francesca Schiavone      | Italia      | 8        | 5              |
| Agnieszka Radwańska      | Polonia     | 9        | 6              |
| Elena Dement'eva         | Russia      | 10       | 7              |
| Viktoryja Azaranka       | Bielorussia | 11       | 8              |
| Li Na                    | Cina        | 12       | 9              |
| Svetlana Kuznecova       | Russia      | 13       | 10             |
| Marion Bartoli           | Francia     | 14       | 11             |
| Marija Šarapova          | Russia      | 15       | 12             |
| Nadia Petrova            | Russia      | 17       | 13             |
| Aravane Rezaï            | Francia     | 18       | 14             |
| Shahar Peer              | Israele     | 19       | 15             |
| Anastasija Pavljučenkova | Russia      | 20       | 16             |

- Le teste di serie sono basate sul ranking del 27 settembre 2010.

### Altre partecipanti
Le seguenti giocatrici hanno ricevuto una wild card per il tabellone principale: 
- Han Xinyun
- Peng Shuai
- Sun Shengnan
- Zhang Shuai
- Zhou Yi-Miao

Le seguenti giocatrici sono passate dalle qualificazioni:

- Kateryna Bondarenko
- Vera Duševina
- Jing-Jing Lu
- Bojana Jovanovski
- Alla Kudrjavceva
- Ekaterina Makarova
- Anastasija Sevastova
- Roberta Vinci

## Campioni

### Singolare maschile
Novak Đoković ha battuto in finale  David Ferrer con il punteggio di 6–2, 6–4
- È il 2º titolo dell'anno per Đoković, il 18º titolo della sua carriera.

### Singolare femminile
Caroline Wozniacki ha battuto in finale  Vera Zvonarëva con il punteggio di 6–3, 3–6, 6–3
- È il 6º titolo dell'anno per Caroline Wozniacki, il 12° della sua carriera.

### Doppio maschile
Bob Bryan /  Mike Bryan hanno battuto in finale  Mariusz Fyrstenberg /  Marcin Matkowski con il punteggio di 6–1, 7–6(5)

### Doppio femminile
Chuang Chia-jung /  Ol'ga Govorcova hanno battuto in finale  Gisela Dulko /  Flavia Pennetta con il punteggio di 7–6(2), 1–6, [10–7].